# Карозина ди Сопра (Авелино)
Карозина ди Сопра је насеље у Италији у округу Авелино, региону Кампанија.
Према процени из 2011. у насељу је живело 283 становника. Насеље се налази на надморској висини од 747 м.